# 格林伍德 (喬治亞州惠勒縣)
格林伍德（英語：Glenwood）是一個位於美國喬治亞州惠勒縣的城市。

## 地理
格林伍德的座標為32°10′52″N 82°40′22″W / 32.18111°N 82.67278°W，而該地的平均海拔高度為59米（即194英尺）。

## 人口
根據2010年美國人口普查的數據，格林伍德的面積為8.20平方千米，當中陸地面積為8.20平方千米，而水域面積為0.00平方千米。當地共有人口747人，而人口密度為每平方千米91.1人。